# Maison 10 rue du Sallé

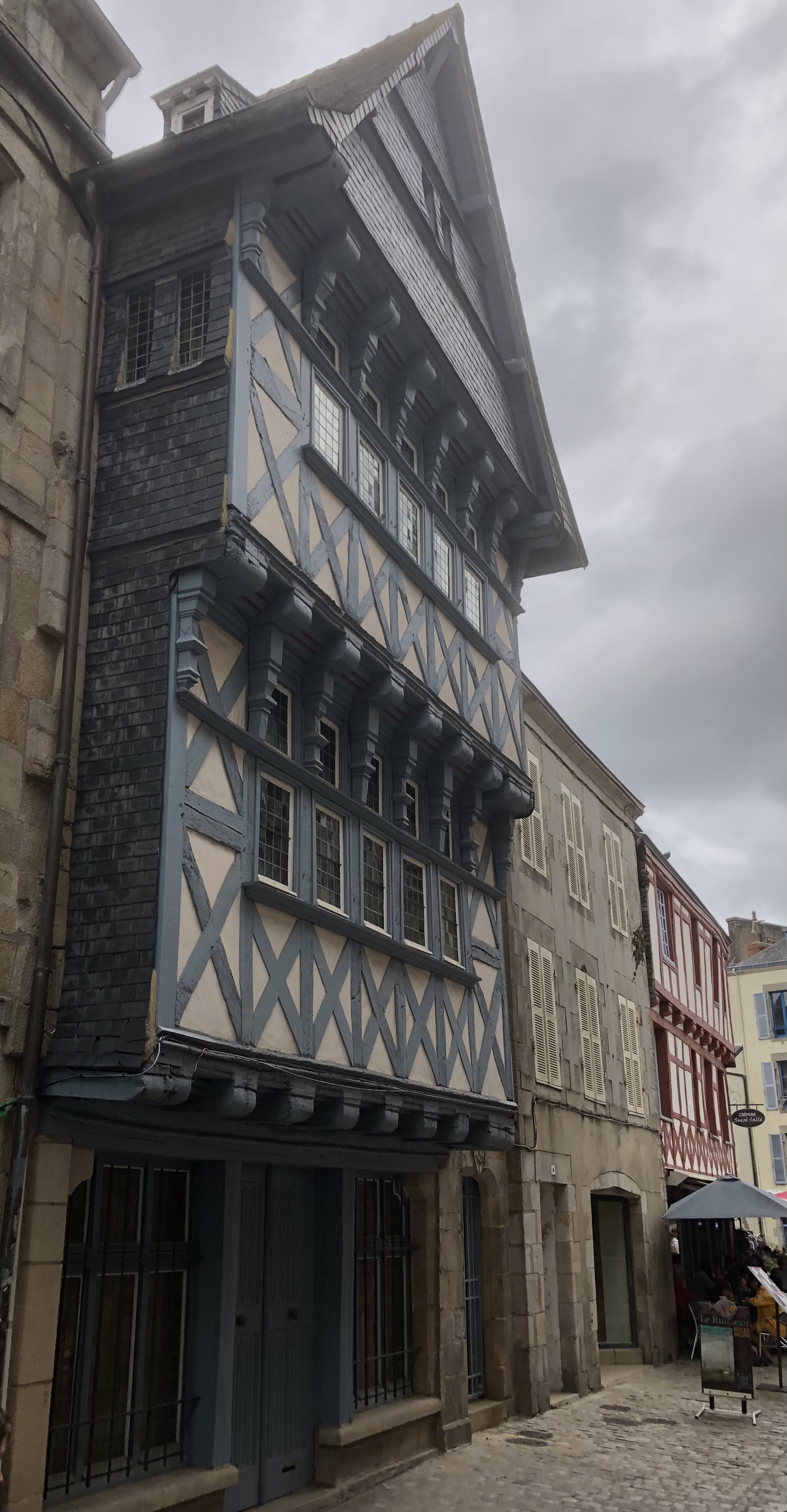
Hauses 10 rue du Sallé im Jahr 2022

Maison 10 rue du Sallé ist ein denkmalgeschütztes Gebäude in Quimper in der Bretagne in Frankreich.
Es befindet sich im historischen Stadtzentrum von Quimper auf der nördlichen Seite der Straße Rue du Sallé.
Das dreigeschossige Fachwerkhaus stammt aus dem 17. Jahrhundert. Die oberen Geschosse kragen jeweils über die unteren Etagen vor. Bekrönt wird das giebelständig zur Straße ausgerichtete Gebäude von einem Dreiecksgiebel.
Die Eintragung in die Liste der Monuments historiques in Quimper erfolgte am 22. Mai 1956 unter der Nummer PA00090373 mit dem Status Inscrit, wobei sich die Eintragung auf die straßenseitige Fassade und das Dach bezieht. Das Gebäude befindet sich in Privateigentum. 